# Van Bagdad naar Istanboel
Van Bagdad naar Istanboel is de vertaalde roman van Karl May met de titel: “Von Bagdad nach Stambul” uit 1892. Het is het derde deel dat zich afspeelt in het Turkse Rijk en naadloos aansluit op deel 2.

## Verhaal
Kara Ben Nemsi probeert met zijn reisgezelschap vanuit Koerdistan terug te keren naar de weidegronden van de Haddedihn in het zuiden. Zijn reisgezelschap bestaat uit Hadji Halef Omar, sjeik Mohammed Emin en zijn zoon Amed El Ghandoer en Lord Lindsay, die op zijn neus een karakteristieke Aleppobuil heeft ontwikkeld. Ze huren  aan de Perzische grens bij de rivier de Kleine Zab een arme eenzame Koerd Allo de kolenbrander in als gids en raken bekneld in een rooftocht van Bejat-Toerkmenen jegens de Bebbeh-Koerden.
Keer op keer weten ze aan de strijdende partijen te ontsnappen. Kara Ben Nemsi en de sjeik krijgen uiteindelijk hooglopende  ruzie over de leiding van het gezelschap. Boos geeft Kara Ben Nemsi zelfs het geschonken paard Rih terug aan de sjeik. Als een rijke Perzische karavaan van Hassan Ardsjir Mirza overvallen wordt door Gasal Gaboga van de Bebbeh-Koerden, schiet het reisgezelschap deze Hassan te hulp waarbij de Koerden worden verdreven maar sjeik Mohammed Emin sneuvelt. Hij wordt ter plekke bijgezet in een plaatselijk rotsgraf. Kara Ben Nemsi raakte bij het gevecht bewusteloos en Lord Lindsay verliest 2 vingers van zijn linkerhand, die hij koeltjes wegstreept tegen zijn verworven aleppobuil. Ook Rih en Hadji Halef Omar raken licht gewond, waarbij laatstgenoemde in het gevecht sjeik Gasal Gaboga had doodgeschoten.
Het reisgezelschap besluit met de Pers mee te trekken richting Bagdad. Kara Ben Nemsi weet de voortvluchtige Hassan te duiden wie er achter zijn misfortuin zit en een doofstomme bediende Sadoek wordt als verrader ontmaskerd. In Bagdad koopt Lord Lindsay al de kostbaarheden van de voortvluchtige Pers en verscheept ze via de Engelse consul naar Engeland. De Pers sluit zich aan bij de dodenkaravanen naar Kerbela en Najaf, waar zijn overleden vader als rechtgelovige sjiiet begraven wil worden. Na het in de wind slaan van alle waarschuwingen van Kara Ben Nemsi wordt hij op gruwelijke wijze met zijn gezelschap uitgemoord door zijn achtervolgers. Het reisgezelschap is dan al uiteen gevallen. Amad el Ghandoer gaat met 2 Koerdische reisgenoten op zoek naar de moordenaar van zijn vader. Lord Lindsay zorgt voor zijn gekochte schatten en Kara Ben Nemsi en Hadji Halef Omar proberen zo lang mogelijk uit nieuwsgierigheid de sjiitische dodenkaravanen te volgen. Eigenlijk wil Kara Ben Nemsi ook Kerbela bezoeken, maar een gruwelijke pestaanval brengt de twee reisgenoten vlak na elkaar allebei op het randje van de dood.
Op wonderbaarlijke wijze overleven ze tijdens hun ziekte berovingen en alleen hond Dojan vindt de dood. In het geschonken amulet vindt Kara Ben Nemsi twee Engelse bankbiljetten, die zijn geplunderde reisbeurs net op tijd aanvullen. Ze bereiken de Haddedihns waar ze uitgebreid verslag moeten doen van de gebeurtenissen. Kara Ben Nemsi neemt de twee Engelse bedienden Bil en Fred mee op zijn tocht. Ook Hadji Halef Omar gaat mee naar Damascus, ondanks dat zijn vrouw hem verblijd heeft met hun eerste zoon Kara Ben Halef. Onderweg komen ze de oom van Isla Ben Maflei tegen, die in Damascus een juweliersbedrijf heeft. Deze Jakoeb Afarah onthaalt ze gastvrij. In Damascus duikt Abrahim Mamoer weer op, die zich hier Dawoed Arafim laat noemen. Hij geeft zich onder die naam uit voor een door zijn organisatie omgebrachte neef uit Edirne. Nadat Abrahim Mamoer er met een deel van de koopman-juwelen vandoor is gegaan, wordt de achtervolging ingezet. Lord Lindsay komt terug op hun weg. Hij blijkt Abrahim Mamoer als tolk te hebben ingehuurd en heeft vervolgens ruzie met hem gemaakt. Lord Lindsay is wel in het bezit van zijn bagage, waarbij de gestolen juwelenschat zich bevindt. Later in de ruïnes van Baalbek gaat nog van alles mis. Kara Ben Nemsi hoort van Abrahim Mamoer vlak voor zijn aangezegde dood van een geheim genootschap dat zich uitstrekt van Egypte tot aan de Balkan onder leiding van een ‘’tsjoewaldarlar” een soort maffialeider. Hij weet echter weer aan Abrahim Mamoer te ontsnappen die op zijn beurt per schip met de juwelen ontkomt naar Istanboel. Het reisgezelschap besluit hem over zee te achtervolgen en komt één dag te laat in Istanboel aan.
In Istanboel wordt het commandocentrum gevestigd in het huis van de vader van Isla Ben Maflei. Ook Senitza en haar vader Osko zijn daar aanwezig. Bloedwreker Omar Ben Sadek duikt eveneens in Istanboel op. Een actie met hulp van militairen, uitgedokterd door Kara Ben Nemsi in een buurhuis van een misdadig bordeel, mislukt faliekant. Hadji Halef Omar meent nog Abrahim Mamoer te hebben doodgeschoten, maar hij blijkt achteraf ontsnapt. Toevalligerwijs weet Omar Ben Sadek in zijn nasporingen van Hamd el Amasat twee andere leiders van zijn bende, het plaatselijke misdaadhoofd de Griek Alexandros Koletis en Abrahim Mamoer, die “oesta”, leider werd genoemd, van de torentrans van de Galatatoren te werpen. Ze zijn beiden dood. En passant neemt Omar de gestolen juwelen uit Damascus weer mee naar beneden tot in het huis van Isla Ben Maflei.
Het gezelschap trekt door naar Edirne om aldaar vader Hoelam te waarschuwen. Bij hem werkt ene vrome moslim Baroed El Amasat. Hij zou de zoon Afarak, van Hoelam, hebben vermoord. Hoelam kan de verhalen niet geloven maar Baroed, die zich in Edirne Abd el Myrahatta laat noemen, valt door de mand en wordt in de gevangenis opgesloten. Hij weet daaruit echter met een handlanger van binnenuit te ontsnappen en een ander vooraanstaand lid van de bende. Het is de voormalige voortvluchtige belastingontvanger van Uskub, Manach el Barsja. Kara Ben Nemsi laat zich op knullige wijze te pakken nemen door Ali Manach, de derwisj uit Istanboel en de neef van Baroed El Amasat. Met verholen hulp van de postkoetsvrachtrijder, weet Kara Ben Nemsi weer te ontsnappen en Edirne terug te bereiken. Hij neemt de derwisj Ali Manach mee als gevangene. Bij een reconstructie van de ontsnapping wordt de derwisj door een van zijn kornuiten doodgeschoten om hem eeuwig het zwijgen op te leggen. Kara Ben Nemsi duikt weg voor een tweede kogel die een Turkse soldaat treft.
Kara Ben Nemsi, Hadji Halef Omar, Osko en Omar besluiten met zijn vieren hun zoektocht naar Baroed El Amasat voort te zetten. Ze doen dat op grond van een buitgemaakt briefje met de tekst:
“In pripa veste la karanorman han ali sa panajir melnikde”
,een mengeling van Servisch, Roemeens en Turks. De jaarmarkt in Melnik is bekend, maar de Karanorman Han blijft een raadsel. Min of meer tegen hun zin krijgen ze drie Turkse soldaten mee op hun zoektocht.